# Magyar Majorette Szövetség
„Virtuozitás, Nőiesség, Karakter”
A Magyar Majorette Szövetség nonprofit szervezet, szakszövetségi jogokat gyakorló országos sportági szövetség, melynek feladata a mazsorettsport Majorette/mazsorett sporttevékenység szervezése, valamint a sporttevékenység feltételeinek megteremtése.Sportágában kizárólagos jelleggel, az Stv.-ben, valamint más jogszabályokban meghatározott feladatokat lát el.

## Feladatai
Az MMSZ a mazsorett (majorette) és a mazsorettsport szakágban országos hatáskörrel kizárólagosan jogosult
- Megállapítani a verseny, valamint a fegyelmi szabályokat,
- Meghatározni a hazai és a magyarországi nemzetközi versenynaptárt,
- Kialakítani, és annak alapján szervezni a versenyrendszerét, a Magyar Mazsorett Bajnokságot, a megyei, a regionális, az országos és a nemzetközi mazsorett (majorette), mazsorettsport versenyeket,
- Képviselni a Magyarországot a nemzetközi mazsorett (majorette), mazsorettsport eseményeken,
- Megadni vagy megtagadni a nemzetközi szövetségek által megkívánt versenyzési hozzájárulást a mazsorett (majorette), mazsorettsport csapatok külföldi versenyzéséhez,
- Képviselni Magyarországot a mazsorettek (majorette), mazsorettsport nemzetközi szervezetében,
- A mazsorett (majorette), mazsorettsport sporttevékenység szervezésére,
- A MMSZ által szervezett, illetőleg rendezett rendezvényekkel kapcsolatos vagyoni értékű jogok hasznosítására,
- Meghatározni a fejlesztési célokat és gondoskodni a megvalósításáról,
- Gondoskodni a versenybírók és oktatók képzéséről, továbbképzéséről és minősítéséről,
- Közreműködni a szakemberek képzésében és továbbképzésében,
- A külön jogszabályban meghatározottak szerint gondoskodni a csoportok nyilvántartásáról, versenyzési engedélyük megadásáról és minősítéséről,
- sportfegyelmi eljárást lefolytatni a versenyzővel, illetve sportszakemberrel szemben,
- Engedélyezni tagjai számára a hazai és a nemzetközi versenynaptár alapján a hazai és a nemzetközi rendezvények megrendezését, illetőleg az azokon való részvételt,
- Ellátni a nemzetközi szövetségek által meghatározott egyéb feladatokat,
- Meghatározni a versenyek megrendezésének, valamint a létesítmények szakmai feltételeit,
- Versenyeket és rendezvényeket szervezni, illetve a tagjai számára ilyen események szervezését engedélyezi,
- Fellépni a mozgalomban ható káros jelenségek ellen.

A MMSZ felnőttképzési engedéllyel rendelkezik, 180 órás, 3 szemeszteres, levelező rendszerű oktatói tanfolyamokon képezi az „A”- és „B”- kategóriás mazsorett oktatókat a Képzési Szabályzatnak megfelelően.
A MMSZ- versenybírók és szekció- bírók képzési és továbbképzési rendszere a Képzési Szabályzatban és a Bírók Szabálykönyvében foglalt módon, több lépcsőben zajlik. 

## Története
2000. augusztus 5-én, Budapesten hozták létre a táncsportág országos körben, azonos versenyszabályokon alapuló kiterjesztése céljából. Szinkronizált színpadi és menettánc-produkciókat adtak elő mazsorettbottal és pomponnal, fúvószenei kísérettel, de versenykörülmények között és versenyszabályok alapján. 
A színpadi versenygyakorlatokat ma gépzenére mutatják be.
2004-ben négy másik külföldi szövetséggel együtt, alapító tagja volt a nemzetközi mazsorettsport szövetségnek (International Majorettsport Association), melynek szabályrendszerét fokozatosan adaptálta.
2008-tól erőteljes fejlődésnek indult, számos új tag csatlakozott, a nemzetközi színvonalhoz való felzárkózás érdekében, magasabb szintű elvárásaikat képviselve új vezetők, új szakemberek kapcsolódtak a munkába. Mára teljes az országos lefedettség.
A kor kihívásainak megfelelve, a sportág fejlesztése érdekében a hagyományos mazsorettbot-technika magasszintű továbbfejlesztése mellett a zászlósbot mint új kéziszer, a pompon szekcióban a ritmikus gimnasztika és női torna talajgyakorlati elemei és a show-mazsorett kategória is beépítésre került. A különböző szekciókban korosztályonként különböző, előírt szertechnikai, koreográfiai és mozgáselemeket kell a gyakorlatokba építeni. 
A felelősség demokratikus megosztása és a szakértelem elsődlegességének elvárása 2008 óta a Bírói Testület munkájában és az elnökség feladatmegosztásában nyilvánul meg. A Nemzetközi Mazsorett-Sport Szövetség (IAM) Bírói Bizottságában és Versenyzői Bizottságában is dolgoznak szakemberei. A nemzetközi szabályok 1-2 évenkénti módosításai alapján tervjavaslatot tesznek a sportág további hazai útjáról.

## Szervezeti felépítése
- Legfőbb szerve a Közgyűlés
- Az ötévente választott elnöksége öttagú
- Elnöke 2000–2008 között Hegyesi István
- 2008-tól Geisztné Gogolák Éva
- Bizottságai a Bírói Testület, az Etikai-Fegyelmi Bizottság, a Felügyelő Bizottság.

## Versenyrendszere
- Szólóformációs verseny
- „A” és „B” kategóriás országos verseny
- Magyar Mazsorett Bajnokság (MMB)

Magyar Mazsorett Bajnokság
- 2005 Ráckeve
- 2006 Gyomaendrőd
- 2007 Zánka
- 2008 Oroszlány[1]
- 2009 Bük
- 2010 Makó
- 2011 Szeged
- 2012 Vértesszőlős
- 2013 Orosháza
- 2014 Mór
- 2015 Debrecen
- 2016 Mór
- 2017 Kazincbarcika
- 2018 Gyomaendrőd
- 2019 Mosonmagyaróvár

A legjobbak, az MMB eredményei alapján, 2004 óta minden évben a Mazsorett-Európa-bajnokságon, 2014 óta a Mazsorettsport Világbajnokságon is  mérhetik össze a tudásukat nemzetközi szinten.
Mazsorett-Európa-bajnokság
- 2004 Opole (Lengyelország)
- 2005 Opole
- 2006 Opole
- 2007 Opole
- 2008 Opole
- 2009 Opole
- 2010 Vyskov (Csehország)
- 2011 Porec (Horvátország)
- 2012 Opole
- 2013 Tatabánya
- 2014 Porec
- 2015 Brno
- 2016 Siófok
- 2017 Albena
- 2018 Opatija
- 2019 Győr

Európa Nagydíj
- 2009 Opatija (Horvátország)
- 2011 Belgrád (Szerbia)
- 2012 Siófok
- 2013 Albena (Bulgária)
- 2015 Szeged[2]

## Versenygyakorlatok

### Szekciók
- Mazsorettbot (BAT)
- Pompon (POM)
- 2 különböző, egyszerre használt szer (MIX)
- Zászlósbot (FLAG)
- Show mazsorett  (SHOW)
- Menetdob (DRUM)

### Kategóriák
- Bot összetett csoport (kadett, junior, szenior)
- Pompon összetett csoport (kadett, junior, szenior)
- Mix csoport (kadett, junior, szenior)
- Zászlósbot csoport (junior, szenior)
- Improvizációs menet bottal (kadett, junior, szenior)
- Bot miniformáció (kadett, junior, szenior)
- Pompon miniformáció (kadett, junior, szenior)
- Mix miniformáció (kadett, junior, szenior)
- Zászlósbot miniformáció (junior, szenior)
- Bot leány duó-trió (kadett, junior, szenior)
- Pompon leány duó-trió (kadett, junior, szenior)
- Bot leány szólisták (kadett, junior, szenior)
- Bot szóló férfi  (junior, szenior)
- 2 botos leány szólista (szenior)
- Pompon leány szólisták (kadett, junior, szenior)
- Menetdobos csoport (junior, szenior)
- Show mazsorett csoport (kadett, junior, szenior)

### Korosztályok
- Kadett: 8–11 éves
- Junior: 12–14 éves
- Szenior: 15 éves és ennél idősebb

## Versenybírók
Hazai versenyen 3-4 pontozó és egy technikai bíró alkotja a zsűrit, akiket a megválasztott vezetőbíró irányít és felügyel. A zsűrit országos és/vagy nemzetközi képesítéssel rendelkező bírók alkotják, a Bírói Testület jóváhagyásával. A bírókat a versenyrendező javaslata figyelembevételével az elnök kéri fel, a zsűri beosztását a Bírói Testület elnöke állítja össze. A hazai és a nemzetközi bírók írásbeli és gyakorlati vizsgát tesznek, majd az egyéves gyakornokság után is évente kötelező szemináriumon vesznek részt.